# Anton
Anton je moško osebno ime.

## Slovenske različice
- ženske oblike imena: Antonija, Tonča, Tončka, Tonka, Tonja
- moške oblike imena: Ante, Anti, Anto, Antoni, Antonij, Antonijo, Antonio, Antun, Nine, Nino, Ninko, Nine, Tonček, Tonče, Tonči, Tone, Toni, Tona, Tonin, Tonino, Tonki, Tonko, Tonej, Tonač, Tunek, Tonček

## Tujejezikovne različice
Anthony (Tony), Antal, Antoine, Antoni, Antonio, Antonios, Antónis, Antonius, Antun, Antümi, Антон, Antti, Andon, Antanas, Antons, Nino, Toni, Tonči, Tonino

## Izvor in pomen imena
Ime Anton izhaja iz latinskega imena Antonius. To je rimsko rodovno ime, ki je sorodno z rimskimi imeni Antenius in Antius ter ženskim imenom Antulla. Vsa ta imena naj bi izhajala iz nepreverjenega etruščanskega imena Anto, katerega natančni pomen ni znan (domnevajo, da lahko izhaja tudi iz grške besede »anthos« (roža).

## Osebni praznik
V koledarju je ime  Anton zapisan štirikrat. Najbolj znana Antona sta: Sveti Anton Puščavnik god praznuje 17. januarja  in  Anton Padovanski, god praznuje 13. junija (redovnik in cerkveni učitelj, † 13.jun. 1231)). Ostala datuma zapisana v koledarju sta še: 5. julij  in pa 24. oktober.

## Pogostost imena
Po podatkih Statističnega urada Republike Slovenije je bilo na dan 31. decembra 2007 v Sloveniji 22.394 oseb z imenom Anton. Druga oblika imena Tone, pa je bila po podatkih istega vira uporabljena 507-krat.

## Priimki, nastali iz imena
Iz imena Anton in njegovih različic so nastali številni priimki, npr.: Antalič, Antaj, Antolič, Antonlinc, Antončič, Antonič, Antonin, Antoš, Tončič, Tončnik, Tonejc, Tonejec, Tonin, Tonjko, Tonko, Tonkovič, Tunko, Tunšek, Tone in druga.

## Znani domači nosilci imena
- Anton Aškerc, duhovnik, pesnik in arhivist
- Anton Anderlič, politik
- Anton Ambschel, fizik, matematik in filozof
- Anton Martin Slomšek, prvi mariborski škof, blaženec

## Slavni nosilci imena
- v krščanstvu:
  - Sveti Anton Puščavnik, začetnik krščanskega meništva
  - Sveti Anton iz Kijeva, začetnik ruskega meništva
  - Sveti Anton Danijel, jezuitski misionar in eden mučencev Severne Amerike
  - Anthony de Mello (duhovnik), jezuitski pisatelj
  - Sveti Anton Padovanski, obravnavan kot največji čudodelec v 13. stoletju
  - Sveti Anton Maria Claret, nadškof, svetnik, ustanovitelj verskega reda klaretincev
  - Sveti Anton in Firenc, florentinski nadškof
  - Anthony Dich Nguyen in Anthony Quynh Nam, dva izmed vietnamskih mučencev
- iz drugih področij
  - Antonio Vivaldi, skladatelj, violinist in dirigent
  - Anton Čehov, pisatelj

## Zanimivosti
- V Sloveniji je 59 cerkva posvečene svetima Antonoma. Po njih sta bila poimenovani tudi kraja: Sv. Anton pri Kopru in Sv. Anton na Pohorju.
- Sv. Antona Puščavnika upodabljajo na Slovenskem s prašičkom, zvoncem in palico v obliki črke T. Križ v obliki črke T se imenuje Antonov križ. Sv.Anton je zavetnik domačih živali.
- V zvezi z upodabljanjem sv. Antona s prašičkom je nastal francoski izrek le compagnon de saint Antonie v pomenu »svinja, prašič«.